# Crotaphatrema
Crotaphatrema es un género de anfibios gimnofiones de la familia Caeciliidae localizada en el suroeste del Camerún.

## Especies
- Crotaphatrema bornmuelleri (Werner, 1899)

- Crotaphatrema lamottei (Nussbaum, 1981)

- Crotaphatrema tchabalmbaboensis Lawson, 2000